# اولنا ژوپینا
اولنا ژوپینا (اوکراینی: Олена Жупіна؛ زادهٔ ۲۳ august ۱۹۷۳ (۵۱ سال)) ورزشکار شیرجه اهل اوکراین است.
وی در مسابقات کشوری و بین‌المللی در مجموع برندهٔ ۲ مدال طلا، ۱ مدال برنز شده‌است.